# Finnmark
Finnmark   [ˈfɪnmɑrk] (?·pàg.) (en noruec: Finnmark; en sami septentrional: Finnmárku; en kven: Ruija) és un comtat de Noruega que l'1 de gener de 2020 es va fusionar amb el comtat veí de Troms per crear el nou comtat de Troms og Finnmark, erò el primer de gener de 2024 es tornà a separar de nou en dos després d'una decisió presa pel parlament nacional el 15 de juny de 2022.
Limita amb el comtat de Troms, la Lapònia finlandesa i l'óblast de Múrmansk (Rússia), amb els quals forma la Lapònia. Està situat al nord-est del país. Limita a l'oest amb el mar de Noruega (Oceà Atlàntic), i amb el mar de Barents (Oceà Àrtic) al nord. La seva capital és Vadsø.
Té 75.758 habitants (2016) i una superfície de 48.649 km². El comtat té dos noms oficials; Finnmark (noruec) i Finnmárku (sami). La seva economia es basa en la pesca, l'agricultura i la ramaderia.
Situat a la part més septentrional de l'Europa continental, on la costa de Noruega es decanta cap a l'est, Finnmark és una àrea "on l'est troba l'oest", tant pel que fa a la cultura com a la naturalesa i la geografia. Vardø, el municipi més oriental de Noruega, es troba més a l'est que les ciutats de Sant Petersburg i Istanbul.

## Etimologia
La forma en nòrdic antic del topònim era Finnmǫrk. El primer element és finn(ar), el nom nòrdic per a referir-se als samis. L'últim element és mǫrk que significa "terra de boscos" o "terra de frontera". Durant l'època nòrdica el nom es referia al lloc on vivien els samis (també en parts del sud de Noruega).

## Història

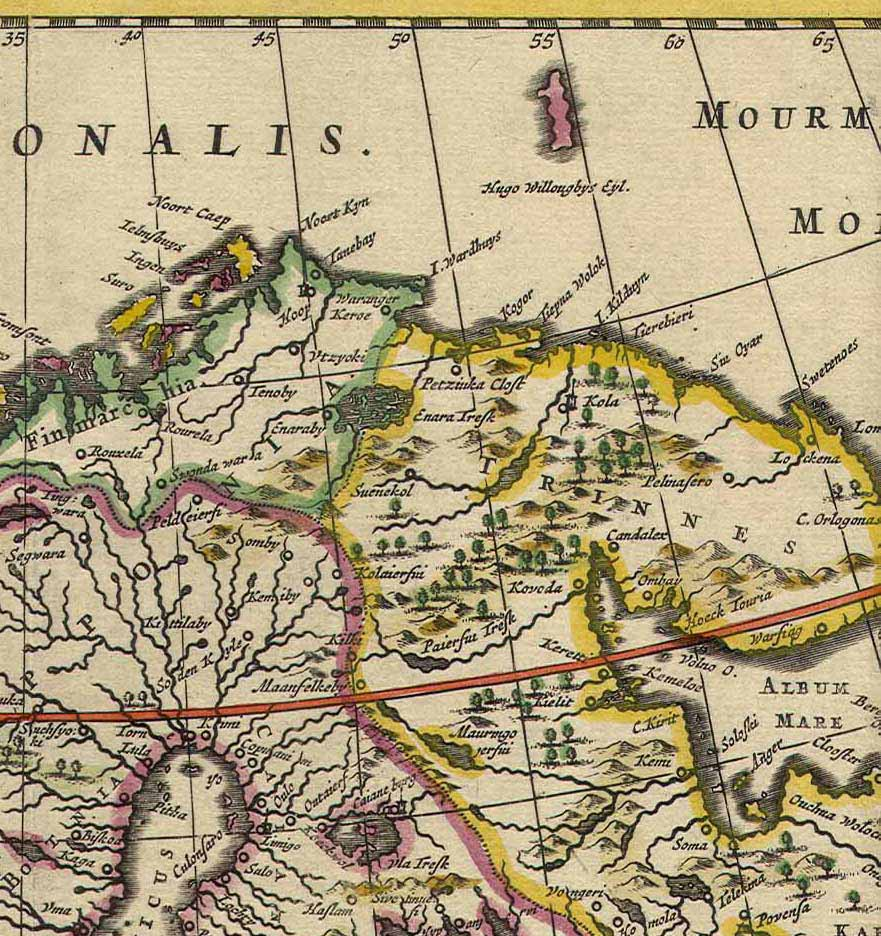
Un mapa holandès de Finnmark (1660), que mostra la frontera de Finnmark amb Suècia i Rússia

La història del comtat de Finnmark és particularment interessant i amb diversos fets d'interès, notablement influïda per la proximitat amb els països veïns de Finlàndia i Rússia. L'idioma i la cultura de Finlàndia encara són presents des de l'arribada de nombrosos immigrants finlandesos a la zona durant el segle xix, i la costa de Finnmark té una llarga tradició de comerç amb països orientals: l'anomenat "comerç Pomor". Les poblacions noruegues van començar a establir els seus assentaments a la regió a partir de l'edat mitjana, que va ser quan el territori es va unir al Regne de Noruega. El 1576, el rei de Dinamarca i Noruega Frederic II de Dinamarca va establir al territori de Finnmark el len (entitat administrativa equivalent a una província, existent des del 1330) de Vardøhus. L'any 1660, la regió passà a ser un amt, basant-se en el que ja hi havia a la ciutat de l'actual regió de Sør-Trøndelag, Trondheim. El 1787, l'illa de Senja i la zona de Troms van ser traslladades des de l'amt de Nord-landenes a l'amt de Vardøhus. El 1866, l'illa de Senja i la zona de Troms van ser separats de Vardøhus per formar part del nou amt de Tromsø. El 1919, el nom va ser canviat a Finnmark fylke. El 1985, l'important jaciment arqueològic d'art rupestre de la ciutat d'Alta va ser inscrit a la llista de Patrimoni de la humanitat de la UNESCO. El 2002, es va cooficialitzar el nom en sami septentrional de la regió, Finnmárku, juntament amb el nom en noruec, Finnmark.

## Escut d'armes
L'escut d'armes conté una torre daurada sobre un fons negra és de color negre amb una torre de castell de daurada, tècnicament descrita com a Sabre, un castell d'una sola torre Or. El disseny és del 1967 i mostra l'antiga fortalesa de Vardøhus, a la frontera oriental amb Rússia.

## Geografia
Finnmark és el comtat més septentrional i oriental de Noruega (les Illes Svalbard no són considerades un comtat, sinó una àrea no incorporada). De fet, Finnmark és el comtat més extens de Noruega; fins i tot és més gran que el país veí de Dinamarca. No obstant això, amb una població al voltant de 75.000 habitants (comparable amb la població de Manresa o de Gandia), és també el menys poblat de tots els comtats noruecs. Finnmark té un litoral total de 6.844 km, dels quals 3.155 km pertanyen a les costes insulars enfront de la costa continental. Prop de 12.300 persones o el 16,6% de la població del comtat l'any 2000 vivia a un cinturó de 100 metres al llarg de la costa.

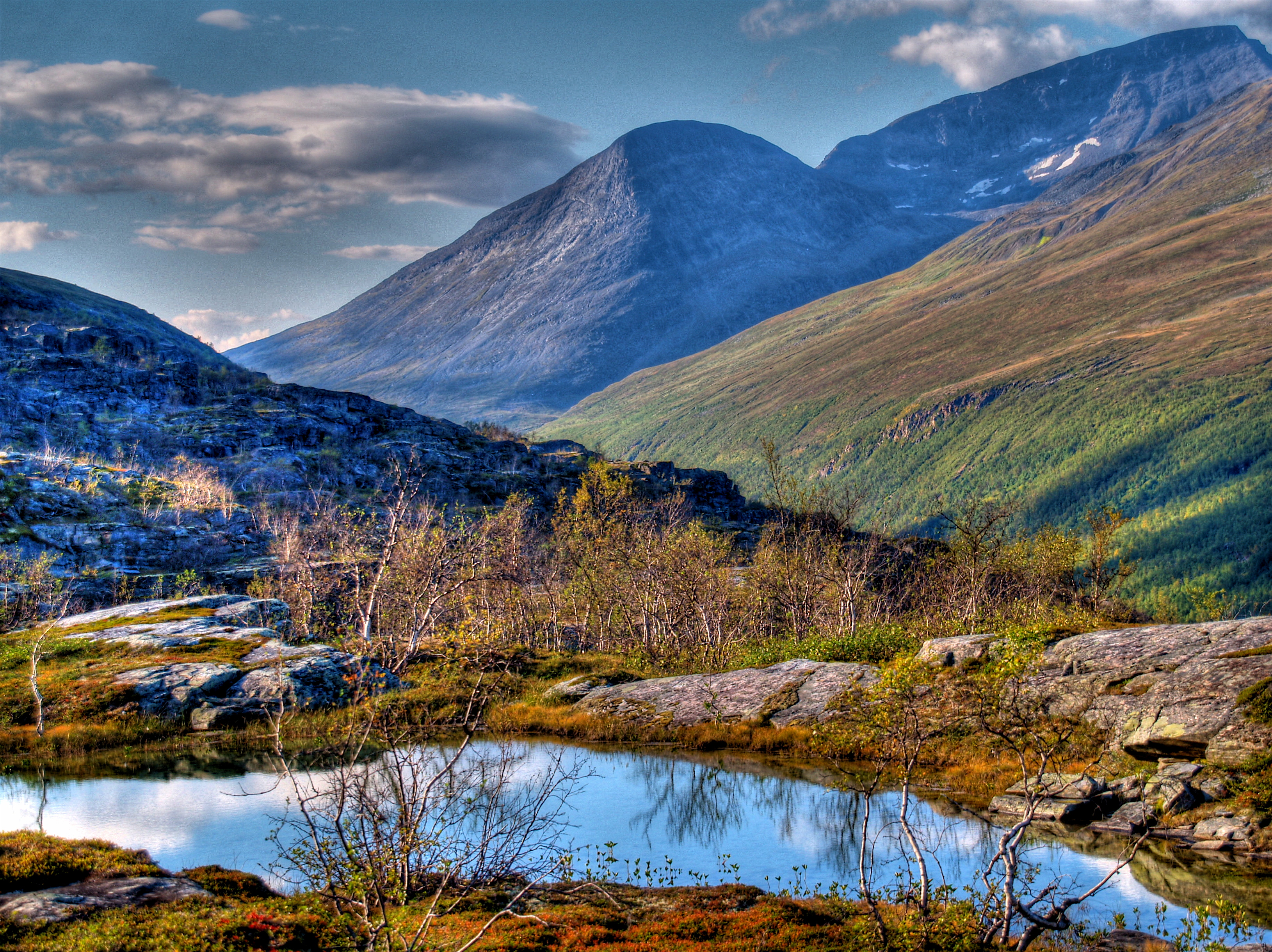
Paisatge d'alta muntanya a Kvalsund, a 35 quilòmetres de Hammerfest

El cap Knivskjellodden, al municipi de Nordkapp (a l'illa de Magerøya), és de vegades considerat el punt més septentrional d'Europa (tot i ser una illa); en canvi, el cap Kinnarodden, a la península de Nordkinn a Lebesby és el punt més al nord al continent europeu. La ciutat de Honningsvåg diu ser la ciutat més septentrional del món, i Vardø és la ciutat més oriental de Noruega.
La costa es compon per grans fiords, molts dels quals (en sentit estricte) són falsos fiords, ja que no estan tallats per les glaceres. Algunes de les més grans colònies d'aus marines de Noruega es poden veure a la costa nord. El punt més alt es troba a la part superior de la glacera Øksfjordjøkelen, que té una superfície de 45 km², i es troba a Loppa.
L'altiplà glacera Øksfjord, parit directament al mar (Jøkelfjorden) fins al 1900, era l'última glacera continental de Noruega pròpiament dita. La part central i oriental de Finnmark és generalment menys muntanyosa, i no té glaceres. La terra a l'est de Nordkapp és majoritàriament per sota de 300 metres.

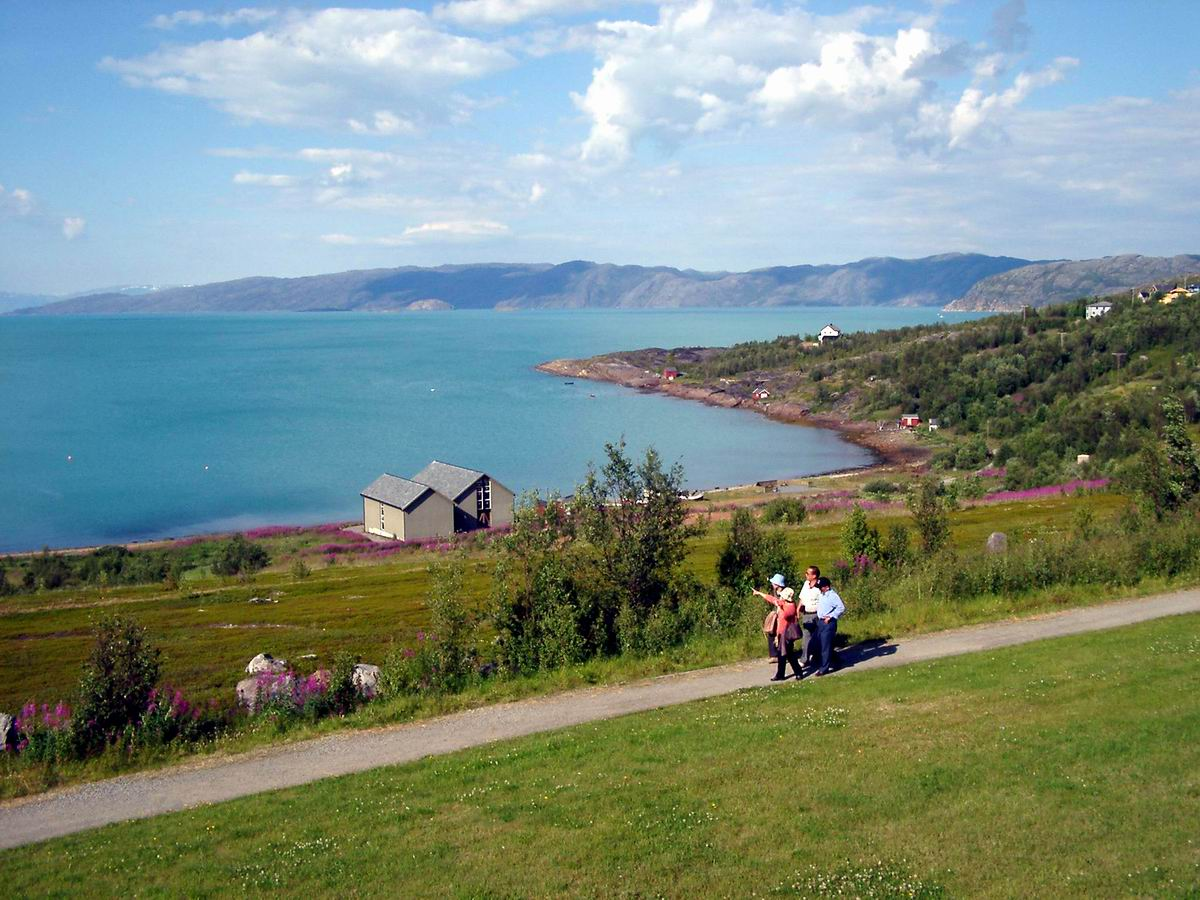
El fiord d'Alta

La naturalesa varia de zones costaneres àrides que s'enfronten al mar de Barents, a les zones més protegides dels fiords i valls fluvials amb barrancs i vegetació arbòria. Al voltant de la meitat de la província està per sobre de la línia d'arbres, i gran part de l'altra meitat està coberta amb petit bedoll pubescent.
Les zones més exuberants són la zona d'Alta i la vall de Tana, i en l'est es troba la zona de terres baixes a la vall Pasvik a Sør-Varanger, on el bosc de pi i avet siberià es considera part de la vegetació de la taigà russa. Aquesta vall té la major densitat d'ossos bruns a Noruega, i és l'únic lloc al país amb una població de rata mesquera. Linxs i ants són comuns a gran part de Finnmark, però n'hi ha poques a la costa.
El riu Tana, que defineix part de la frontera amb Finlàndia, dona la major captura de salmó de tots els rius d'Europa. A l'est, la Pasvikelva defineix la frontera amb Rússia.

## Meteorologia
L'altiplà de Finnmarskvidda a l'interior del comtat té un clima continental, amb les temperatures més fredes d'hivern a Noruega: la temperatura més freda mai registrada va ser -51,4 °C a Kárášjohka l'1 de gener de 1886. Les mitjanes de 24 hores al gener i juliol al mateix lloc són de -17,1 °C i 13.1 °C, la mitjana anual és de -2.4 °C, i la precipitació és de només 366 mil·límetres per any amb l'estiu com a estació més humida. Kárášjohka ha registrat fins a 32,4 °C al juliol, donant una oscil·lació tèrmica absoluta de 84 °C (estrany a Europa).
El Finnmarksvidda té temperatures mitjanes anuals sota -3 °C, el clima més fred a la part continental de Noruega (amb excepció de muntanyes alpines) i fins i tot és més fred que a les Jan Mayen i l'Illa de l'Ós.No obstant, la vila de Sihcajavri també ha registrat la temperatura més càlida al nord de Noruega: 34,3 °C el 23 de juny de 1920.
A causa de la proximitat al mar lliure de gel, els hiverns són molt més suaus a les zones costaneres (i més ventoses); el municipi de Loppa compta amb temperatures mitjanes de gener i juliol de -2 °C i 11.6 °C, respectivament, amb una mitjana anual de 3,6 °C.La precipitació mitjana anual és de 914 mil·límetres i l'estació més humida és la tardor. La diferència de temperatura mitjana anual entre Loppa i Karasjok (6 °C) és comparable amb la diferència entre Loppa i Londres.
En la classificació climàtica de Köppen, el clima a Karasjok, i la majoria de les zones de terres baixes a Finnmark correspon a la categoria DFC (clima subàrtic), mentre que el clima de Loppa correspon a la categoria de CFC. La costa nord-est, des de Nordkapp a Vardø, té clima de tundra àrtica, ja que la temperatura mitjana del juliol és inferior als 10 °C.
El clima a les parts protegides de zones de fiords és generalment considerat el més hospitalari: els hiverns no són tan freds com a l'interior, i la calor de l'estiu és comparable. Fins i tot si les temperatures hivernals són més suaus a les zones costaneres, la costa està més exposada a les tempestes d'hivern, que sovint compliquen o apagar les comunicacions per carretera i aire.

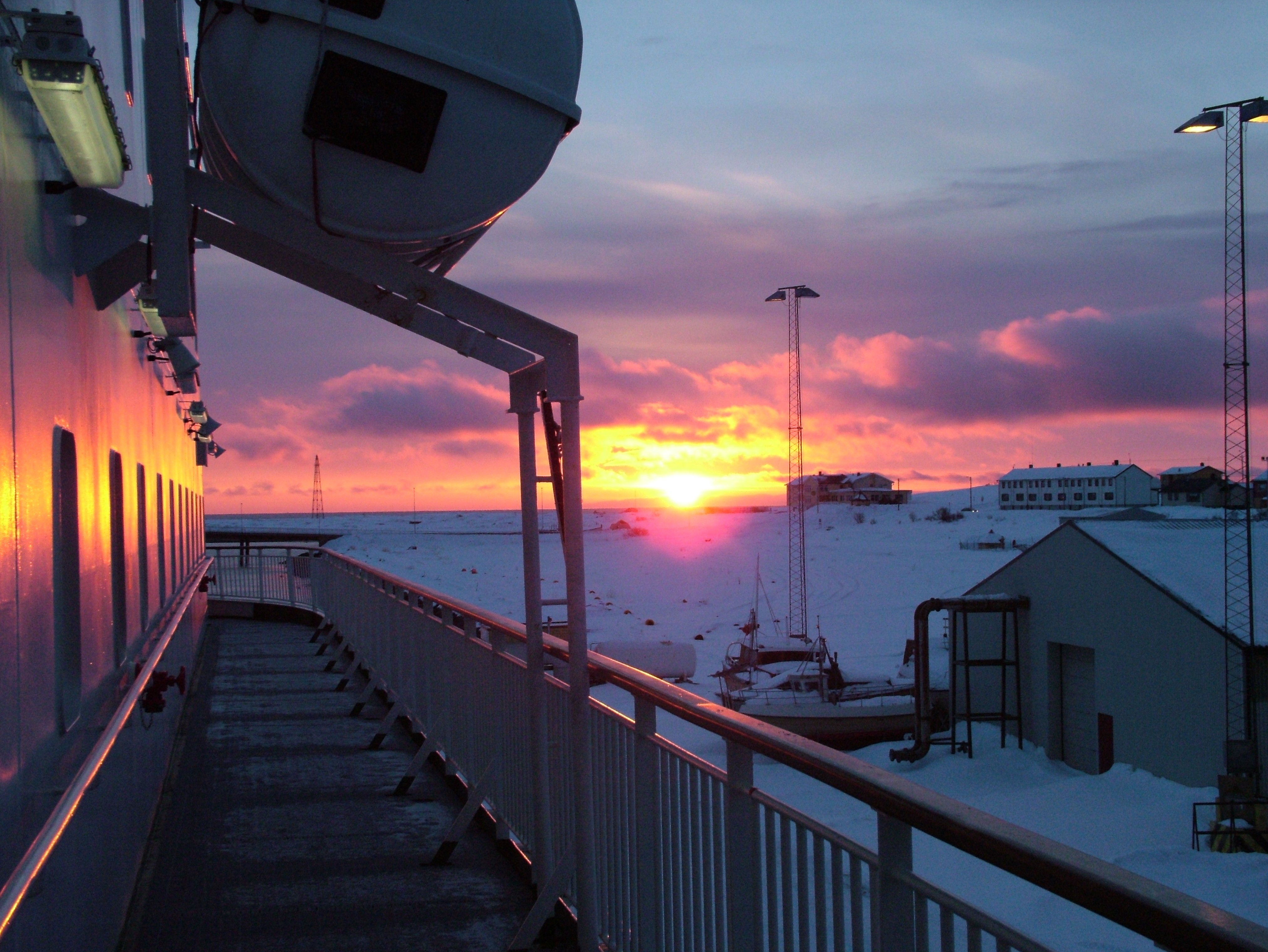
Sortida de sol a les 07:33 el febrer; Vadsø

### Sol de mitjanit
Situat al nord del cercle polar àrtic, Finnmark té el sol de mitjanit des de mitjan maig fins a la darrera setmana de juliol. Per contra, l'hivern, de novembre fins a gener, el comtat experimenta nits polars, on el sol sempre està per sota de l'horitzó. A conseqüència d'això, hi ha llum del dia contínua des de mitjan maig fins a principi d'agost. En ple hivern, només hi ha un crepuscle blavós per un parell d'hores al migdia, que gairebé pot arribar a plena llum del dia si hi ha el cel clar al sud.

### Llums del nord
Finnmark està en una zona d'aurores Boreals, i a causa del clima sec amb cels clars freqüents, el municipi d'Alta va ser primerenca triat com un lloc per a l'estudi d'aquest estrany fenomen lluminós. Per aquesta raó, Áltá es refereix a vegades com la ciutat de les llums del nord.

## Administració
El municipi de Vadsø és el centre administratiu de Finnmark, encara que a Alta té més habitants. El Consell Municipal de Finnmark és l'òrgan de govern del comtat. El comtat es divideix generalment en els districtes de l'est i de l'oest. El comtat es divideix en els següents dinou municipis:
| Municipis de Finnmark | Municipis de Finnmark |
| --- | --------------------- |
| Número |                       |
| 1. Alta 2. Berlevåg 3. Båtsfjord 4. Gamvik 5. Hammerfest 6. Hasvik 7. Karasjok 8. Kautokeino 9. Kvalsund 10. Lebesby 11. Loppa 12. Måsøy 13. Nesseby 14. Nordkapp 15. Porsanger 16. Sør-Varanger 17. Tana 18. Vadsø 19. Vardø |                       |

## Transport

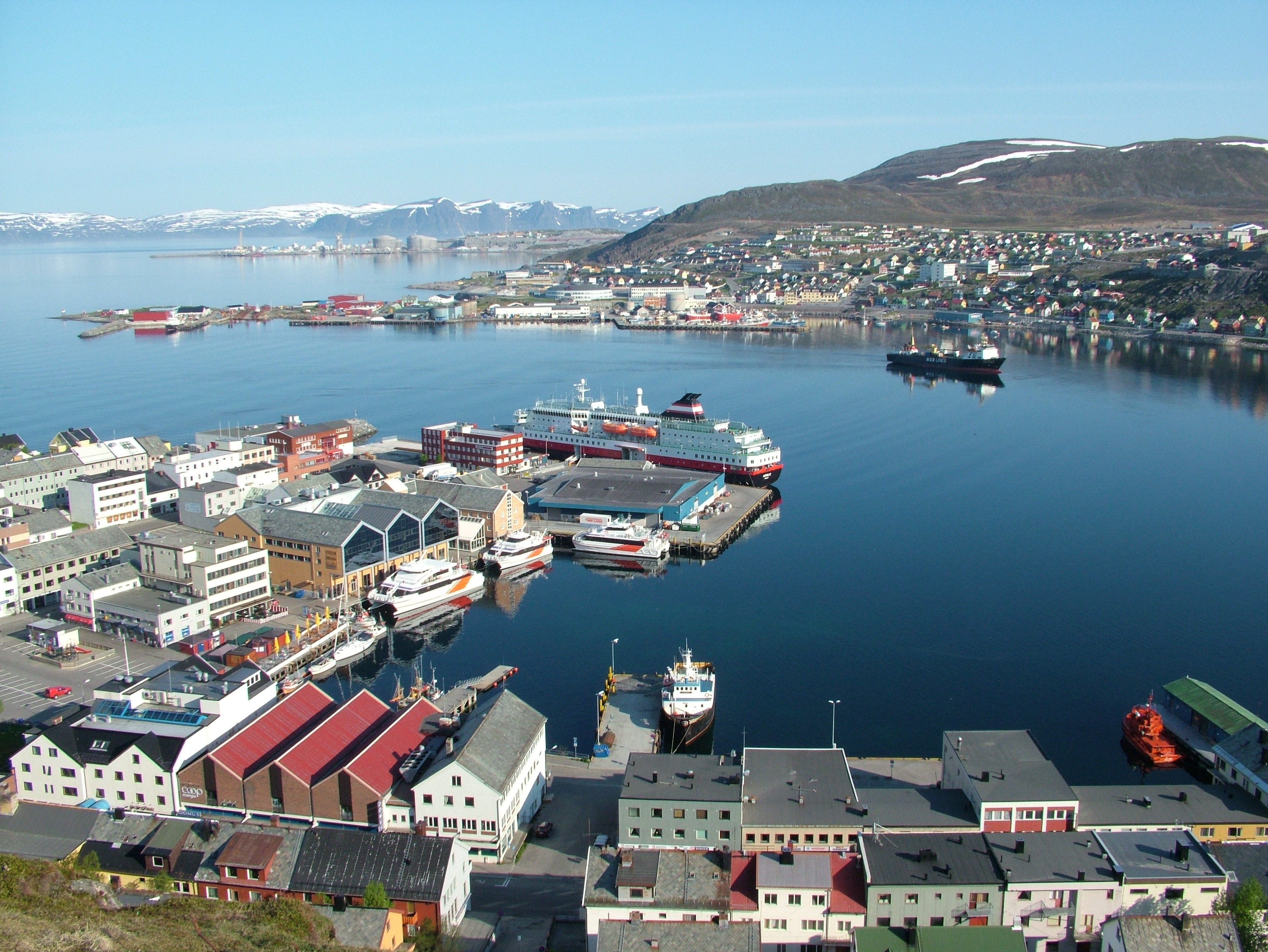
Ciutat de Hammerfest

Hi ha un total d'onze aeroports, però només l'aeroport d'Alta, l'aeroport de Lakselv-Bana, i l'aeroport de Kirkenes-Hoybuktmon tenen vols directes a Oslo. A més, l'aeroport de Lakselv Banak-en Porsanger s'utilitza per a finalitats de capacitació per part de la Reial Força Aèria Noruega i altres aliats de l'OTAN. També existeix la Garnisonen i Sør-Varanger (GSV) en l'est, que custodia la frontera amb Rússia.
La ciutat de Hammerfest està experimentant un auge econòmic a conseqüència de la construcció de Statoil en terra a l'illa de Melkøja, que rep el gas natural del jaciment de gas submarí Snøhvit. Un nou jaciment de petroli va ser descobert recentment a només 45 km (28 milles) de la costa, prop del camp Snøhvit.
També hi ha optimisme en la part oriental de la província, com s'espera que la creixent activitat petroliera en el mar de Barents per generar una major activitat econòmica a la terra també.

## Economia

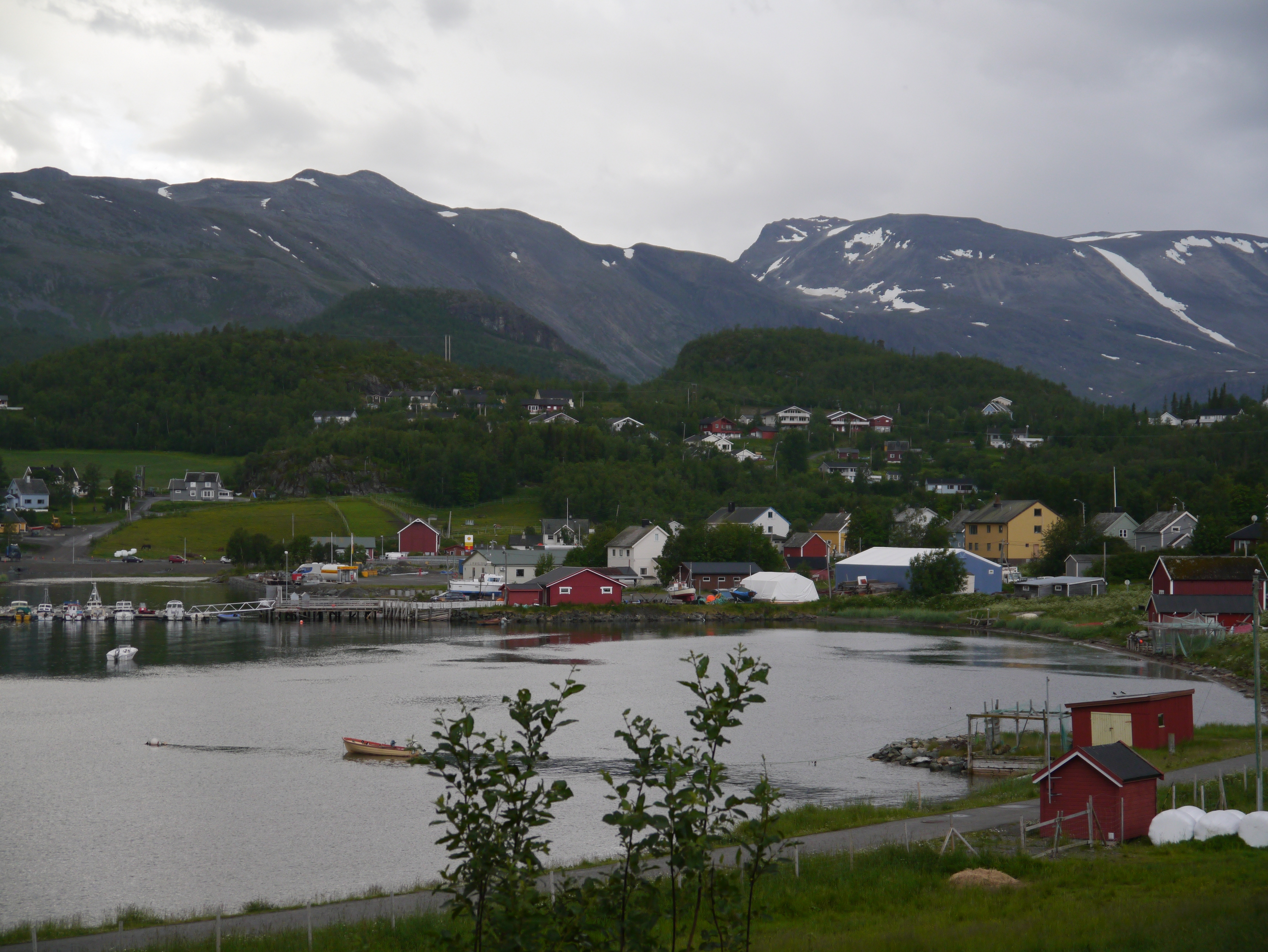
Paisatge entre Alta i Magerøya, a Finnmark

L'economia de la zona es basa en la pesca, la ramaderia del ren, i sobretot en els recursos miners, com a Kirkenes.
La pesca ha estat tradicionalment l'activitat més important de la zona al llarg de la costa, on viu la majoria de la població noruega. El cranc reial vermell, originari de l'oceà Pacífic nord però portat al mar de Barents pels russos, ha envaït des de l'est i ara estan sent explotats comercialment (especialment a Varangerfjord). Per evitar que el cranc es propagui massa al sud, a l'oest s'ha estès el cranc Nordkapp. La indústria de la pissarra a Alta és ben coneguda, i s'han venut a clients tan llunyans com el Japó. Kirkenes es va convertir en una ciutat important en l'explotació de minerals com a ferro, però com Sydvaranger va tancar les seves activitats de mineral de ferro en 1996.
En els últims anys, el turisme ha crescut en importància, amb el Cap Nord (Nordkapp) i les localitats d'Alta i Hammerfest com les destinacions més importants.
També s'espera que el creixement de l'activitat petroliera al Mar de Barents per generar més activitat econòmica també a la terra.